# Dracena
Dracena este un oraș în São Paulo (SP), Brazilia.
Dracena mai este si o floare.Numele ei se traduce ,,dragon feminin.